# ワリド・エル・ハジャム
ワリド・エル・ハジャム（Oualid El Hajjam、1991年2月9日 - ）はフランス出身のモロッコのサッカー選手。ポジションはDF。ル・アーヴルAC所属。モロッコ代表。

## 経歴

### 代表歴
2018年3月27日、ウズベキスタン代表との親善試合でA代表デビュー。2018 FIFAワールドカップを戦うA代表の予備登録メンバーには選出されたものの、本大会メンバーには選ばれなかった。